# Kolpochoerus
Il colpochero (gen. Kolpochoerus) è un mammifero artiodattilo estinto, appartenente ai suidi. Visse tra il Pliocene inferiore e il Pleistocene medio (circa 3,5 - 0,5 milioni di anni fa) e i suoi resti fossili sono stati ritrovati in Africa e in Asia.

## Descrizione
Questo animale doveva essere molto simile all'odierno ilochero (Hylochoerus meinertzhageni), sia per aspetto che per dimensioni. Il peso delle specie più grandi (come Kolpochoerus olduvaiensis) doveva aggirarsi sui 160 chilogrammi. Il cranio era dotato di massicci archi zigomatici, che si estendevano all'infuori e di forma tondeggiante. I canini inferiori e superiori, tuttavia, erano molto più grandi di quelli dell'ilochero: lunghi e ricurvi verso l'alto e all'infuori, quando la bocca era chiusa andavano a formare una notevole struttura forte e acuminata, ideale come deterrente e come arma difensiva. 
Sebbene Kolpochoerus sia uno dei suidi più comuni e frequentemente descritti dell'Africa del Plio-Pleistocene, le diagnosi del genere variano notevolmente. Molti autori non forniscono alcuna diagnosi; altri forniscono solo caratteristiche primitive molto generali che possono essere applicate a molti suidi (dimorfismo sessuale, denti brachiodonti, somiglianza generale con Sus e Potamochoerus) o sono variabili (in particolare quelle che si applicano solo agli ultimi membri del gruppo, come ipsodontia, rivestimento di cemento dentario, la lunghezza del talonide). Solo pochi elementi validi sono generalmente riconosciuti, a partire dalla diagnosi iniziale (van Hoepen & van Hoepen 1932): molari con pilastri dallo smalto fortemente ripiegato; pilastri della fila centrale abbastanza semplici; tra il primo e il secondo paio di pilastri (del terzo molare superiore e inferiore) esiste un ulteriore pilastro, ma tra la seconda e la terza coppia si distinguono due pilastri triangolari, contrastati dalle loro basi. 
Lo studio di Cooke (1978) ha fornito una lunga lista di caratteri, di cui i seguenti sono i più diagnostici: zigomi ampi e discendenti, canini somiglianti a quelli di Hylochoerus, premolari superiori con protocono, molari con pilastri più alti e più distinti rispetto a Sus e Potamochoerus, quarto premolare superiore complicato, mandibola rigonfia.
Un'analisi cladistica operata nel 2004 ha suggerito il seguente elenco di caratteristiche apomorfiche: fronte ampia, profilo cranico concavo, arcata zigomatica profonda e pneumatizzata, secondo premolare superiore molto dietro la radice del canino, terzo premolare superiore con una cuspide antero-linguale, una coppia di pilastri centrali tra la seconda e terza coppia di pilastri nel terzo molare inferiore (Geraads, 2004).

## Classificazione
Kolpochoerus venne descritto per la prima volta nel 1932 (Van Hoepen e Van Hoepen), e la specie tipo è K. sinuosus. A questo genere sono state attribuite numerose specie africane e asiatiche, delle quali attualmente riconosciute sono le seguenti:

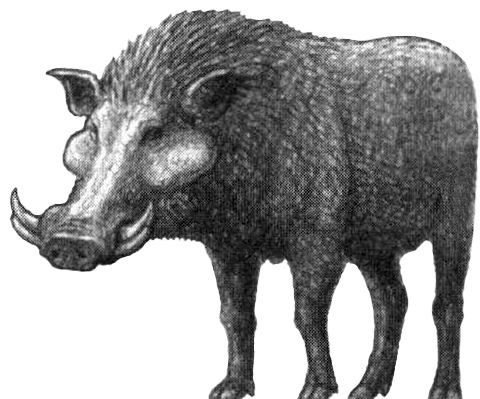
Ricostruzione di Kolpochoerus limnetes

- K. paiceae dal Pleistocene del Sud Africa
- K. majus dal Pleistocene dell'Africa orientale
- K. heseloni che include K. olduvaiensis e K. limnetes, dal Plio-Pleistocene dell'Africa orientale
- K. maroccanus dal Pleistocene inferiore del Marocco
- K. phacochoeroides dal Pliocene superiore del Marocco
- K. afarensis dal Pliocene dell'Africa orientale
- K. deheinzelini dal Pliocene inferiore dell'Etiopia e Ciad
- K. cookei dal tardo Pliocene dell'Etiopia
- K. phillipi dal Pleistocene dell'Etiopia
- K. millensis dal Pliocene dell'Etiopia
- K. falconeri dal Pleistocene inferiore dell'India
- K. evronensis dal Pleistocene inferiore di Israele

Sembra che Kolpochoerus si sia originato in Africa nel corso del Pliocene inferiore. È probabile che i suoi antenati fossero i suidi del genere Propotamochoerus (in particolare la specie P. provincialis), ma è anche possibile che Kolpochoerus si sia evoluto da Dasychoerus natrunensis dell'Egitto. Uno studio (Pickford, 2012) ha ipotizzato che la specie primitiva K. deheinzelini sia in realtà da attribuire alla specie Dasychoerus arvernensis, tipica dell'Europa. In ogni caso, le specie primitive di Kolpochoerus (K. deheinzelini, K. millensis, K. afarensis) conservavano ancora una dentatura di tipo primitivo e bunodonte, ma una rapida radiazione evolutiva di questo genere portò allo sviluppo di forme dotate di molari ipsodonti, passando per forme intermedie come K. cookei. Molte specie di questo animale sono note principalmente per la dentatura, ma alcune specie (K. phillipi, K. majus, K. heseloni, K. phacochoeroides) sono conosciute attraverso resti più completi, comprendenti crani. Una breve radiazione di Kolpochoerus raggiunse l'Asia (K. evronensis, K. falconeri) ma non ebbe successo, mentre in Africa questa linea evolutiva divenne dominante. 
È probabile che Kolpochoerus sia vicino all'origine dell'attuale ilochero, e che il potamochero (Potamochoerus porcus) sia il sister taxon di un clade formato dai due precedenti generi (Souron et al., 2014). Secondo questo studio, Kolpochoerus risulterebbe inoltre un genere parafiletico, dal momento che la specie K. majus risulta il sister taxon dell'attuale ilochero.

## Paleoecologia
Si ritiene che la maggior parte delle specie di Kolpochoerus abitasse le foreste africane, contrariamente agli attuali facoceri e potamocheri che abitano boscaglie aperte e savane.